# Declan Rice
Declan Rice (n. 14 ianuarie 1999, Greater London, Anglia, Regatul Unit) este un fotbalist profesionist englez care joacă pe postul de mijlocaș defensiv pentru Arsenal din Premier League și reprezintă echipa națională de fotbal a Angliei.
Născut în Anglia, Rice are bunici irlandezi paterni și anterior a reprezentat Republica Irlandei la nivel internațional atât la nivel de tineret, cât și la nivel de seniori, înainte de a-și schimba credința față de Anglia în 2019.

## Carieră

### Juniori
Rice s-a născut și a crescut în Kingston upon Thames, Greater London. Bunicii săi paterni erau din Douglas, județul Cork, Irlanda. A crescut în Kingston upon Thames și s-a alăturat academiei lui Chelsea în 2006, la vârsta de șapte ani. În 2014, după eliberarea sa la vârsta de 14 ani, s-a alăturat academiei lui West Ham United . Antrenorul Academiei West Ham United, Trevor Bumstead, a declarat că determinarea și perseverența lui Rice l-au ajutat să pătrundă la West Ham.

### West Ham United

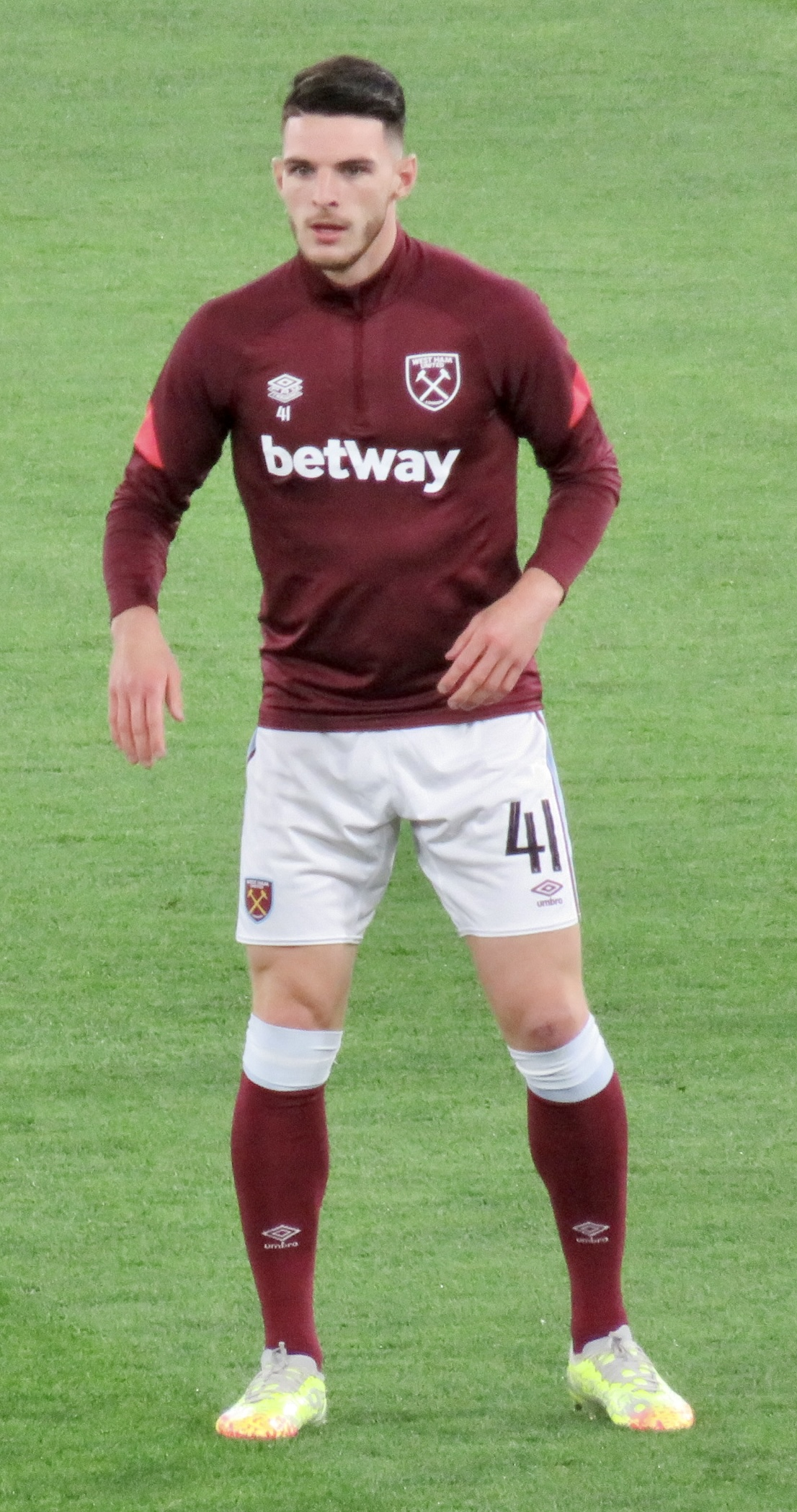
Rice se încălzește cu West Ham United în 2021

Pe 16 decembrie 2015, la puțin peste un an după ce s-a alăturat lui West Ham United la nivel de tineret, Rice a semnat primul său contract profesionist. Rice a primit prima convocare cu lotul de seniori al lui West Ham pentru meciurile împotriva lui Sunderland și Everton în aprilie 2017, după ce a impresionat la echipa sub 23 de ani. Și-a făcut debutul la echipa de seniori împotriva lui Burnley în ultima etapă a sezonului 2016-2017 din Premier League, înlocuind-ul în minutul 91 pe Edimilson Fernandes într-o victorie cu 2-1 în deplasare, la cinci zile după ce a fost căpitanul echipei sub 23 de ani la promovare cu o victorie cu 2–1 împotriva lui Newcastle United. Debutul său complet cu seniori a avut loc pe 19 august 2017, într-o înfrângere cu 3–2 împotriva lui Southampton .
În aprilie 2018, Rice a fost clasat pe locul secund la premiul Hammer of the Year 2017-2018, în spatele lui Marko Arnautović. Pe 22 decembrie, a făcut a 50-a apariție cu West Ham, primul jucător care a făcut-o când era încă adolescent de la Michael Carrick. Pe 28 decembrie 2018, Rice a semnat un nou contract până în 2024, cu opțiunea unui an suplimentar. Pe 12 ianuarie 2019, Rice a marcat primul său gol pentru West Ham și a fost numit jucătorul meciului într-o victorie cu 1-0 împotriva lui Arsenal, în cel de-al 50-lea meci al lui West Ham în Premier League, pe stadionul din Londra. Pe 20 aprilie 2019, Rice a fost numit pe lista scurtă pentru premiul PFA Young Player of the Year, care a fost în cele din urmă acordat coechipierului lui Rice de la națională, Raheem Sterling. La sfârșitul sezonului 2018-2019, a fost desemnat Jucătorul Anului și a câștigat premiul pentru Performanța Individuală a Sezonului, pentru meciul său câștigător împotriva lui Arsenal și a fost numit Young Hammer of the Year pentru al treilea sezon consecutiv. Pe 28 decembrie 2019, Rice a fost căpitanul lui West Ham pentru prima dată, la vârsta de 20 de ani, într-o înfrângere cu 2-1 pe teren propriu împotriva lui Leicester City.
Pe 17 iulie 2020, Rice a marcat primul și singurul său gol al sezonului în Premier League, cu o lovitură din afara careului împotriva lui Watford, într-o victorie cu 3-1. În sezonul 2019-20, Rice a jucat în toate cele 38 de meciuri de campionat pentru West Ham, jucând fiecare minut. A fost în primii cinci jucători din Premier League, atât pentru placheri, cât și pentru interceptări, conducând jucătorii West Ham din ambele categorii și făcând mai multe pase decât orice alt jucător de la West Ham. A fost numit Hammer of the Year.
Pe 15 februarie 2021, Rice a marcat primul său gol al sezonului când a transformat o lovitură de la unsprezece metri și a pus echipa în frunte împotriva lui Sheffield United într-o victorie acasă care s-a încheiat cu 3-0. În aprilie 2021, după ce a jucat în toate meciurile lui West Ham din sezonul 2020-21, Rice a fost exclus timp de patru săptămâni din cauza unei accidentări la genunchi care s-a produs în timp ce reprezenta naționala Angliei.
Pe 16 septembrie 2021, Rice și-a făcut debutul european și a marcat golul său de debut într-o victorie cu 2-0 în deplasare împotriva lui Dinamo Zagreb în Europa League. Pe 9 mai 2022, Rice a fost numit Ciocanul Anului pentru a doua oară. După campania lui West Ham în Europa League, unde au ajuns până în semifinală, Rice a fost desemnat în echipa anului din UEFA Europa League 2021-2022 alături de coechipierul său Craig Dawson. După retragerea lui Mark Noble în mai 2022, Rice a fost numit căpitanul lui West Ham.
Pe 16 octombrie 2022, Rice și-a deschis contul de goluri pentru sezonul 22/23, egalând 1–1 împotriva celor de la Southampton FC.  Pe 20 aprilie 2023, Rice a marcat al treilea gol pentru West Ham într-o victorie cu 4-1 în UEFA Europa Conference League împotriva echipei belgiene Gent, ducând mingea mai mult de 50 de metri înainte de a termina pe lângă portarul celor de la Gent Davy Roef , rezultând într-un gol etichetat „poate lovitura remarcabilă din cariera lui Rice” de cotidianul The Daily Telegraph .  În mai 2023, a fost din nou numit Hammer of the Year, pentru sezonul 2022–23 . La 8 iunie 2023, Rice a fost numit jucătorul sezonului din Europa Conference League de UEFA, deoarece Rice a fost căpitanul lui West Ham la primul lor trofeu european important după anul 1965, după o victorie cu 2-1 împotriva celor de la ACF Fiorentina în finala cu o zi înainte.  În timpul sezonului 2022–23 , Rice a câștigat posesia mai mult decât orice alt jucător din Premier League. El a făcut, de asemenea, cele mai multe interceptări dintre toți jucătorii din Premier League.

### Arsenal
Pe 15 iulie 2023, clubul Arsenal din Premier League l-au anunțat pe Rice ca fiind noul jucător al Tunarilor, semnând un contract pe termen lung. S-a raportat că taxa de transfer a fost un record pentru club inițial de 100 de milioane de lire sterline plus bonusuri de 5 milioane de lire sterline, făcându-l cel mai scump jucător englez, egalând recordul anterior deținut de Jack Grealish.

## Carieră internațională

### Republica Irlandei
Deși s-a născut în Londra, Rice era eligibil să joace pentru Irlanda, deoarece bunicii lui sunt din Cork. La 19 martie 2017, Rice a fost desemnat Jucătorul anului sub 17 a Republicii Irlandei. La 23 mai 2017, la doar câteva zile după debutul său în Premier League, Rice a fost convocat în echipa Republicii Irlandaei pentru a juca amicale împotriva Mexicului și Uruguayului și un meci de calificare la Cupa Mondială acasă cu Austria. Și-a făcut debutul cu naționala de seniori pe 23 martie 2018, într-o înfrângere cu 1-0 în fața Turciei.
În august 2018, Rice a fost omis din echipa pentru a juca cu Țara Galilor de către managerul Martin O'Neill, care a spus că Rice se gândește să treacă pentru a juca pentru Anglia după ce a fost abordat de ei. Până în noiembrie 2018, după ce a fost omis din trei echipe alese de O'Neill, Rice a spus că nu este mai aproape de a decide dacă va juca pentru Irlanda sau Anglia. În decembrie 2018, Rice s-a întâlnit cu noul manager al Irlandei Mick McCarthy și cu asistentul său, Robbie Keane . McCarthy a spus că Rice este un potențial viitor căpitan al Irlandei și că va construi echipa în jurul lui Rice dacă decide să joace pentru țară.

### Anglia

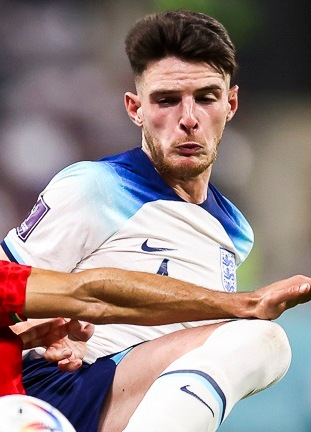
Rice jucând pentru Anglia la Cupa Mondială FIFA 2022

Pe 13 februarie 2019, Rice a ales să reprezinte naționala Angliei. Pe 5 martie, schimbarea sa de credință a fost confirmată de FIFA. Pe 13 martie, a fost inclus în lotul Angliei pentru viitoarele lor meciuri de calificare la UEFA Euro 2020 împotriva Cehiei și Muntenegrului. Și-a făcut debutul pe 22 martie intrând de pe banca de rezerve în minutul 63 împotriva Cehiei, pe stadionul Wembley.
Pe 25 martie 2019, antrenorul Angliei, Gareth Southgate, i-a oferit lui Rice primul său meci ca titular pentru națională într-o victorie cu 5-1 asupra Muntenegrului. După sezonul de succes al lui Rice, a primit un loc în echipa Angliei pentru finala UEFA Nations League 2019. În septembrie 2019, Rice a spus că a primit amenințări cu moartea online după ce și-a schimbat credința de la cea irlandeză la cea engleză. A fost primul jucător care a jucat pentru ambele țări de la Jack Reynolds în anii 1890. Rice a făcut parte din lotul Angliei pentru UEFA Euro 2020. Rice a jucat în toate cele șapte meciuri ale Angliei la Euro 2020, unde au pierdut în finală în fața Italiei.
Rice a fost inclus în lotul Angliei pentru Campionatul Mondial de Fotbal din Qatar 2022.

## Viața personală
Rice este cel mai bun prieten cu colegul său de la naționala Angliei, Mason Mount, încă din copilărie.
În august 2022, Rice a confirmat nașterea primului său copil, un baiat, cu iubita de lungă durată, Lauren Fryer.

## Palmares
West Ham United
- UEFA Europa Conference League : 2022–23

Anglia
- Vice-campion european al UEFA : 2020 [56]
- Locul trei la UEFA Nations League : 2018–19 [57]

Individual
- Jucătorul tânăr al anului de la West Ham United : 2016–17,[58] 2017–18 [59]
- Jucătorul anului al West Ham United: 2019–20, 2021–22 [27]
- Jucătorul anului sub 17 al Republicii Irlandei : 2016 [35]
- Jucătorul tânăr internațional al anului FAI : 2018 [60][61]
- Echipa sezonului UEFA Europa League : 2021–22 [62]
- Echipa sezonului UEFA Europa Conference League: 2022-23
- Jucătorul sezonului UEFA Europa Conference League: 2022-23